# Флаг поселения Первомайское
Флаг внутригородского муниципального образования поселение Первома́йское в городе Москве — опознавательно-правовой знак, служащий официальным символом муниципального образования.
Первый флаг был утверждён 13 марта 2007 года как флаг муниципального образования «Сельское поселение Первомайское» Наро-Фоминского муниципального района Московской области (с 1 июля 2012 года — внутригородское муниципальное образование поселение Первомайское в городе Москве) и 9 апреля 2007 года внесён в Государственный геральдический регистр Российской Федерации с присвоением регистрационного номера 3145.
Решением Совета депутатов поселения Первомайское от 18 ноября 2019 года был утверждён новый флаг поселения. В отличие от первого флага, с него убрана красная полоса у древка.

## Описание
Описание флага утверждённого 13 марта 2007 года:
«Флаг сельского поселения Первомайское представляет собой прямоугольное зелёное полотнище с соотношением ширины к длине 2:3, с красной полосой вдоль древка шириной в 1/5 ширины полотнища и белой восходящей волнистой полосой шириной в 1/10 длины полотнища, верхний угол которой совпадает с верхним углом свободного края, а нижний угол — с нижним углом зелёной части полотнища от древка. Сверху зелёного полотнища — два жёлтых снопа, а внизу у свободного края — жёлтая ель».
Описание флага утверждённого 18 ноября 2019 года:
«Двухстороннее прямоугольное полотнище зелёного цвета с отношением ширины к длине 2:3 воспроизводящее фигуры герба в белом и жёлтом цветах».
Описание герба: «В зелёном поле левая пониженная, серебряная, узкая, волнистая перевязь, сопровождаемая вверху двумя золотыми снопами, из которых левый положен выше, а внизу — елью того же металла».

## Обоснование символики
Флаг составлен по правилам и соответствующим традициям вексиллологии и отражает исторические, культурные, социально-экономические, национальные и иные местные традиции.
Сельское поселение Первомайское расположено на севере Наро-Фоминского района, недалеко от города Москва на реке Десна, символически представленной на флаге поселения волнистой белой полосой.
Два золотых пшеничных снопа символизируют сельскохозяйственные производства, расположенные на территории поселения.
Богатая природа, леса и перелески символически отображены на флаге елью.
Зелёное поле флага является тем символом, который объединяет в единое целое и сельскохозяйственную направленность и природные особенности сельского поселения.
Сочетание цвета поля флага и волнистой реки, перекликаются с таким же на флаге Наро-Фоминского района, что подчёркивает их территориальное единство.
Зелёный цвет символизирует весну, здоровье, природу, надежду.
Белый цвет (серебро) — символ чистоты, ясности, открытости.
Жёлтый цвет (золото) — символ высшей ценности, величия, великодушия, богатства.

## Авторский коллектив
Флаг разработан совместными усилиями членов администрации сельского поселения Первомайское и «Союза геральдистов России»:
- Иван Петрович Александров — Глава сельского поселения Первомайское (идея);
- Владимир Васильевич Шарин — заместитель Главы сельского поселения Первомайское (идея);
- Константин Фёдорович Мочёнов — исполнительный директор «Союза геральдистов России» (идея);
- Оксана Григорьевна Афанасьева — член «Союза геральдистов России» (художник и компьютерный дизайн);
- Вячеслав Васильевич Мишин — член «Союза геральдистов России» (обоснование символики).